# Su último saludo en el escenario
Su último saludo en el escenario (título original: His Last Bow) es uno de los 56 relatos cortos sobre Sherlock Holmes escrito por Arthur Conan Doyle. Fue publicado originalmente en The Strand Magazine y posteriormente recogido en la colección Su última reverencia.

## Argumento
Este relato, que iba a ser el epílogo de Sherlock Holmes[cita requerida], comienza de una forma poco usual: "Eran las 9 de la noche del día 2 de agosto, del más terrible mes de agosto de la historia del mundo."
Dos alemanes, Von Bork, el más importante espía alemán en el Reino Unido, y el barón Von Herling, bromean con cierta prepotencia sobre los británicos. Conan Doyle aprovecha la ocasión, que él mismo se da, para criticar la insuficiente preparación de su país para la guerra que se avecina.
Los alemanes se hallan esperando la llegada de Altamont, un irlandés afecto a su causa, que les entregará el vital "código de señales de la Marina". Pero cuando llega Altamont, resulta ser Sherlock Holmes en una de sus mejores caracterizaciones, que desbarata los planes de Von Bork y le detiene con la ayuda de Watson. Cuando lo lleva detenido, se permite la broma de que una posible huida del alemán podría dar nombre a un pub: "El prusiano ahorcado". Mientras, se embolsa el cheque de quinientas libras que le ha dado el alemán.
Holmes, retirado desde hacía tiempo, había recibido la visita del primer ministro en persona, y había accedido a interpretar la farsa que haría caer al más peligroso espía alemán. El personaje de Altamont está claramente inspirado en Sir Roger Casement, un nacionalista irlandés y espía alemán al que Conan Doyle había defendido a través de los medios de comunicación.